# Who Governs? Democracy and Power in an American City
Who Governs? Democracy and Power in an American City är en banbrytande statsvetenskaplig undersökning genomförd av Robert A Dahl och publicerad 1961. Den undersöker hur makten i staden New Haven i Connecticut i USA ser ut. Undersökningen är ett centralt verk inom statsvetenskapen.